# バーゲンフィールド
バーゲンフィールド（Bergenfield）は、アメリカ合衆国ニュージャージー州のバーゲン郡にある町（ボロ）。人口は2万8321人（2020年）。ニューヨーク・マンハッタンの西10キロメートルに位置している。町内に鉄道駅はないがニュージャージー・トランジットの路線バスが利用できる。比較的大きなフィリピン系アメリカ人のコミュニティーがある。

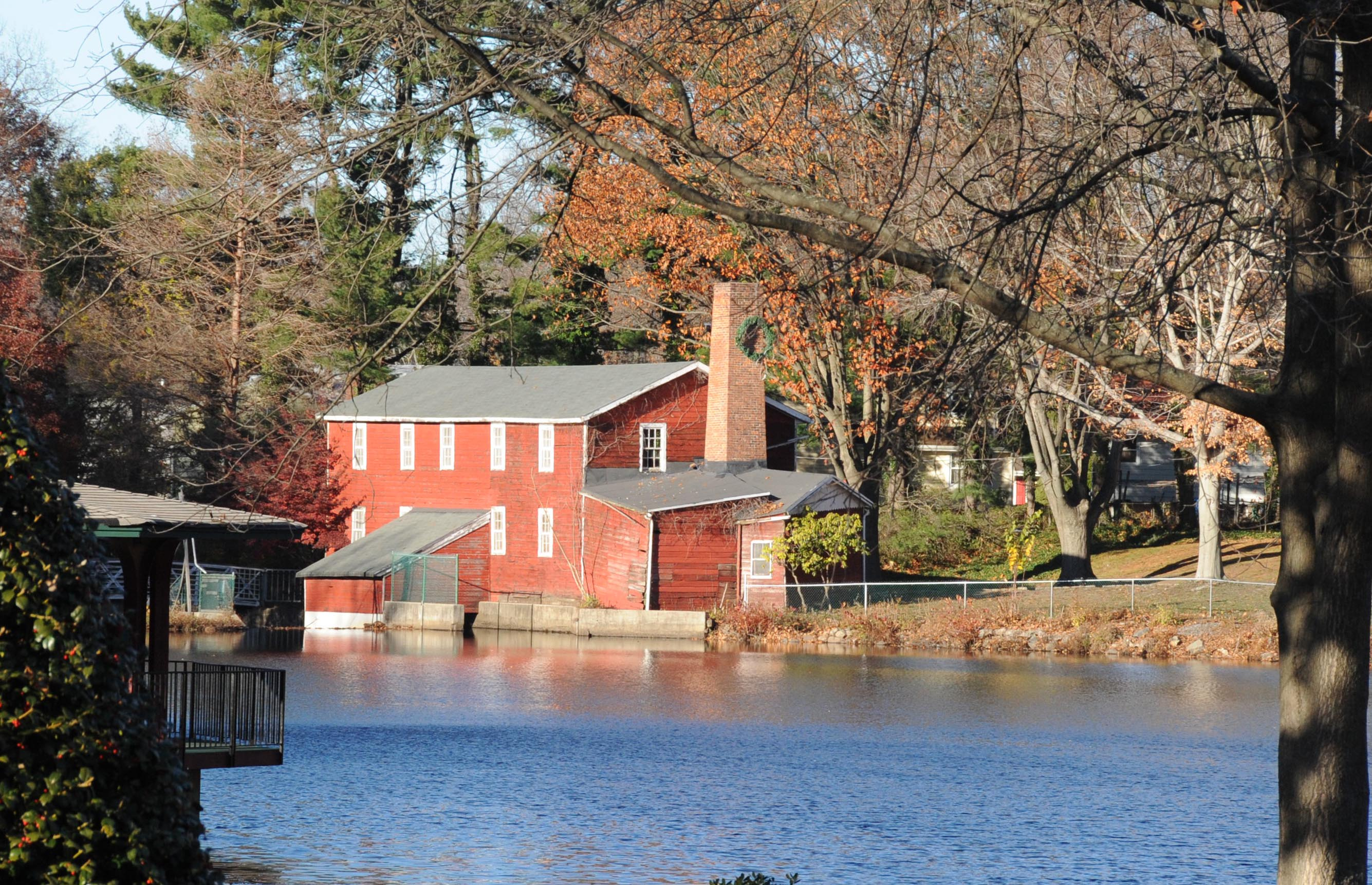
クーパー池